# Грюненбах
Грюненбах (нім. Grünenbach) — громада в Німеччині, знаходиться в землі Баварія. Підпорядковується адміністративному округу Швабія. Входить до складу району Ліндау. Складова частина об'єднання громад Ретенбах.
Площа — 25,12 км2. Населення становить 1524 ос. (станом на 31 грудня 2020).